# 桝本コージ
桝本 コージ（ますもと コージ、1978年5月23日 - ）は、日本の元お笑いタレントである。
お笑いタレント引退後は「ノビター」名義で活動。

## 人物
広島県生まれ、大阪府出身。
体重65Kg。
特技は漢字で絵を書くこと（レタリングアート）。ダンボールアート。
2018年10月に難波麻人とのコンビ「キャラバン」を解散、同時にお笑い芸人を引退した。